# Антоніу Баштуш Лопіш
Антоніу Баштуш Лопіш (порт. António José Bastos Lopes, нар. 19 листопада 1953, Лісабон) — португальський футболіст, що грав на позиції правого захисника за «Бенфіку» та національну збірну Португалії.

## Клубна кар'єра
У дорослому футболі дебютував 1972 року виступами за команду «Бенфіка», кольори якої і захищав протягом усієї своєї кар'єри гравця, що тривала п'ятнадцять років. Протягом цього періоду команда була серед лідерів португальського футболу і сім разів виборювала титул чемпіона Португалії.

## Виступи за збірну
1979 року дебютував в офіційних матчах у складі національної збірної Португалії. Протягом наступних семи років регулярно викликався до її лав, проте здебільшого лишався запасним гравцем і взяв участь лише у 10 матчах національної команди.
Був у зявці збірної на чемпіонат Європи 1984 року у Франції, на якому португальці здобула бронзові нагороди, а сам гравець на поле не виходив.

## Титули і досягнення
- Чемпіон Португалії (7):

«Бенфіка»: 1972-1973, 1974-1975, 1975-1976, 1976-1977, 1980-1981, 1982-1983, 1983-1984